# Carboxibiotin descarboxilasa
La Carboxibiotin descarboxilasa (EC 7.2.4.1) es una enzima que forma parte del complejo malonato descarboxilasa biotín-dependiente (MadB) de la bacteria Malonomonas rubra. La enzima cataliza la siguiente reacción química:
Esta enzima es una proteína integral de membrana, codificada por el gen madB. Cataliza la liberación de CO
2 a partir de la proteína transportadora de carboxilato en una reacción dependiente de Na+
.
Por lo tanto esta enzima posee como sustrato, carboxibiotinil-[proteína] y H+
; y como producto biotinil-[proteína]], CO
2, el excedente de energía libre de esta reacción es utilizado para bombear iones Na+
 desde el interior hacia el exterior de la célula.
La enzima aún no ha sido purificada, pero el gen que la codifica ha sido identificado por un análisis de secuencia sobre el operón mad. La enzima aún no ha sido purificada, pero el gen MadB posee una clara similitud de secuencia con las subunidades-β unidas a membrana de la oxaloacetato descarboxilasa y de la metilmalonil-CoA descarboxilasa, las cuales son enzimas conocidas por catalizar la descarboxilación de carboxibiotina unida a proteína, las cuales están acopladas a la traslocación de Na+
 a través de membrana.
Esta enzima pertenece a la familia de las liasas, más específicamente al grupo de otras liasas que actúan sobre enlaces carbono nitrógeno. El nombre sistemático de esta clase de enzimas es carboxibiotinil-(proteína) carboxi-liasa. También se la conoce como MadB, carboxybiotin proteína decarboxilasa.